# 艾氏鋸脂鯉
艾氏鋸脂鯉，為輻鰭魚綱脂鯉目脂鯉亞目锯脂鲤科的其中一個種。屬於食人魚的一種。分布於南美洲亞馬遜河及圭亞那沿岸淡水流域，體長可達18公分，棲息在底中層水域，生活習性不明。

## 扩展阅读
維基物種上的相關：艾氏鋸脂鯉